# Into You (singel Fabolousa)
Into You – trzeci singel amerykańskiego rapera Fabolousa promujący jego album pt Street Dreams. Jest to również singiel promujący album piosenkarki Tamii. Do utworu powstał teledysk.

## Lista utworów
1. Into You (clean single edit) featuring Tamia
2. Into You (explicit single version) featuring Tamia *

- Dostępny również na albumie Tamii - More.

## Notowania
| Notowanie (2003/2004)                           | Najwyższa pozycja |
| ----------------------------------------------- | ----------------- |
| Australian Singles Chart                        | 4                 |
| Dutch Top 40                                    | 24                |
| French Singles Chart                            | 44                |
| Irish Singles Chart]                            | 39                |
| Schweizer Hitparade                             | 87                |
| UK Singles Chart                                | 18                |
| U.S. Billboard Hot 100                          | 4                 |
| U.S. Billboard Hot R&B/Hip-Hop Singles & Tracks | 6                 |
| U.S. Billboard Hot Rap Tracks                   | 1                 |